# Harry's House
Harry's House é o terceiro álbum de estúdio do cantor britânico Harry Styles. O seu lançamento ocorreu em 20 de maio de 2022, através das gravadoras Columbia Records e Erskine Records. O disco foi desenvolvido e gravado entre 2020 e 2021, sendo produzido por Kid Harpoon, Tyler Johnson e Samuel Witte. Notado como o trabalho mais introspectivo de Styles, o álbum musicalmente incorpora funk pop, pop rock, synth-pop e R&B.
Harry’s House recebeu análises geralmente positivas de críticos musicais, constando em diversas listas compilatórias dos melhores álbuns de 2022. O álbum foi indicado para o Mercury Prize de 2022 e para Álbum do Ano no Brit Awards de 2023. No MTV Video Music Awards de 2022, o álbum ganhou o prêmio de Álbum do Ano. No Grammy Awards de 2023, o álbum ganhou o prêmio de Álbum do Ano e Melhor Álbum Vocal de Pop. Apesar de ter vazado um mês antes de seu lançamento, obteve um desempenho comercial bastante positivo, chegando ao topo das paradas de diversos países, incluindo a Alemanha, Austrália, Bélgica, Canadá, Espanha, França, Irlanda, Itália, Nova Zelândia, Países Baixos, Suécia e Suíça. No Reino Unido, debutou no topo da UK Albums Chart com 113 mil unidades vendidas, tornando-se o álbum mais vendido de 2022 no país. Nos EUA, o álbum também debutou no topo da parada Billboard 200 com 521 mil unidades vendidas. 
Três singles foram lançados de Harry's House. O primeiro single, "As It Was", obteve um grande desempenho comercial, chegando ao topo das paradas em 35 países, incluindo no Reino Unido e nos EUA, tornando-se o segundo single solo número um de Styles em ambos os países. O segundo, "Late Night Talking", alcançou o top 5 na Austrália, Canadá, EUA, Irlanda, Islândia, Lituânia, Nova Zelândia, Portugal, Reino Unido e Singapura. O terceiro, "Music for a Sushi Restaurant", alcançou o top 10 na Austrália, Canadá, EUA, Irlanda, Nova Zelândia, Portugal e Reino Unido. Para a divulgação do disco, Styles se apresentou em programas televisivos e premiações, e ingressou na turnê Love On Tour.

## Antecedentes e produção
Em uma entrevista com a Apple Music, Styles revelou que o nome do álbum foi inspirado em Haruomi Hosono, que lançou um álbum nos anos 70 chamado Hosono House.
O álbum foi amplamente escrito e gravado durante 2020 e 2021. "Boyfriends", no entanto, foi inicialmente escrita durante a última semana de gravação do Fine Line (2019). A primeira canção a ser escrita para o álbum foi "Late Night Talking", que foi escrita no dia em que Styles, a banda e os produtores chegaram aos estúdios Shangri-La em Malibu. O álbum apresenta John Mayer na guitarra solo em "Cinema" e "Daydreaming".

## Composição
Musicalmente, Harry's House tem influência do city pop do Japão e também apresenta funk pop, pop rock, synth-pop e R&B. Jon Dolan, da Rolling Stone, descreveu o som musical do álbum como "brilhante", especialmente o uso de sintetizadores e metais nas produções sobre canções de synth-pop e R&B.

## Lançamento e promoção
Styles anunciou o título de seu terceiro álbum de estúdio como Harry's House em 23 de março de 2022, revelando sua capa, um trailer de 40 segundos e a data de lançamento do álbum para 20 de maio de 2022. No trailer, Styles sobe no pódio de um teatro e sorri enquanto uma "fachada de casa" se ergue perto dele e sintetizadores tocam ao fundo. Joni Mitchell, que incluiu uma faixa chamada "Harry's House / Centerpiece" em seu álbum de 1975 The Hissing of Summer Lawns, twittou que "amou o título". Ao anunciar o álbum, Styles criou um site interativo e uma nova conta no Twitter. As mensagens dizem "você está em casa" e "neste mundo, somos só nós, você sabe que não é o mesmo que era". Harry's House foi lançado em 20 de maio de 2022 através da Columbia e Erskine Records. A edição padrão foi lançada em cassete, CD, download digital, streaming e vinil. 
Em 26 de maio de 2022, The Late Late Show with James Corden estreou no YouTube um videoclipe para a canção "Daylight" (o vídeo foi dirigido por James Corden).

### Singles
"As It Was" foi lançada como o primeiro single de Harry's House em 1 de abril de 2022. Foi enviada para estações de rádios pop dos Estados Unidos cinco dias depois. Em seguida, foi comercializada em CD single. A canção recebeu uma recepção positiva da crítica especializada, com um editor do The Guardian dando cinco de cinco estrelas e chamou a faixa de "uma das melhores" de Styles. Seu vídeo musical de acompanhamento foi dirigido por Tanu Muino. Comercialmente, alcançou o topo das paradas em 45 países, incluindo Austrália, Áustria, Canadá, Irlanda e Nova Zelândia. Em seu país natal, no Reino Unido, "As It Was" passou dez semanas no topo da UK Singles Chart, tornando-se o single número um mais longo e mais vendido de 2022 no país. Nos Estados Unidos, a canção passou 15 semanas no topo da Billboard Hot 100, tornando-se o número um mais longo por um ato britânico nos EUA e o quarto número um mais longo na história da parada. "As It Was" rendeu a Styles uma série de prêmios e indicações. No Grammy Awards de 2023, a canção foi indicada para quatro categorias, incluindo Gravação do Ano e Canção do Ano. A canção venceu a categoria Canção do Ano no Brit Awards de 2023.
"Late Night Talking" e "Music for a Sushi Restaurant" foram inicialmente disponibilizadas para download digital na loja virtual de Styles em 25 de maio de 2022. O lançamento de "Late Night Talking" como o segundo single do projeto ocorreu em 21 de junho de 2022, quando foi enviada para as estações de rádio pop dos EUA. Comercialmente, "Late Night Talking" alcançou o top 10 nas paradas de diversos países, incluindo no Reino Unido e nos EUA. Seu vídeo correspondente, dirigido por Bradley & Pablo, foi lançado em 13 de julho de 2022. Posteriormente, foi comercializada em CD single, disco de vinil e fita cassete em 18 de agosto de 2022.
"Music for a Sushi Restaurant" foi enviada para rádios hot AC dos EUA em 3 de outubro de 2022, servindo como o terceiro single. Comercialmente, alcançou a 3.ª posição na UK Singles Chart e a 8.ª posição na Billboard Hot 100 dos EUA, entrando também nas paradas de outros países como Austrália, Canadá, Irlanda e Nova Zelândia. O vídeo correspondente foi dirigido por Aube Perrie e lançado em 27 de outubro de 2022. No Reino Unido, foi comercializada em CD single em 2 de dezembro de 2022.
"Satellite", acompanhada por seu vídeo, foi lançada como o quarto single do álbum em 3 de maio de 2023.

### Apresentações ao vivo
Em 15 de abril de 2022, durante sua apresentação principal no Coachella, Styles cantou "As It Was" ao vivo pela primeira vez, além de duas canções inéditas do álbum: "Boyfriends" e "Late Night Talking".

## Análise da crítica
| Críticas profissionais | Críticas profissionais |
| Pontuações agregadas   | Pontuações agregadas   |
| Fonte                  | Avaliação              |
| ---------------------- | ---------------------- |
| Metacritic             | 83/100                 |
| Avaliações da crítica  |                        |
| Fonte                  | Avaliação              |
| AllMusic               | 4.5 de 5 estrelas.     |
| American Songwriter    | 4.5 de 5 estrelas.     |
| DIY                    | 4 de 5 estrelas.       |
| Entertainment Weekly   | A−                     |
| The Guardian           | 4 de 5 estrelas.       |
| The Independent        | 4 de 5 estrelas.       |
| The Line of Best Fit   | 7/10                   |
| NME                    | 4 de 5 estrelas.       |
| Pitchfork              | 7.2/10                 |
| Rolling Stone          | 4 de 5 estrelas.       |

Harry's House foi aclamado pela crítica. No Metacritic, que atribui uma classificação normalizada de 100 a comentários de publicações profissionais, o álbum recebeu uma pontuação média de 83 com base em 26 avaliações, indicando "aclamação universal"—o álbum mais bem avaliado de Styles.
Alexis Petridis, do The Guardian, escreveu que o álbum "está extremamente bem acabado, preenche muitos requisitos e tem um charme abundante, o que o torna um reflexo perfeito do astro pop que o fez". Avaliando o álbum para DIY, Emma Swann sentiu que enquanto Styles alternadamente gasta tempo "explorando micro-vinhetas líricas vívidas" e depois "ofuscando" a narrativa do álbum, ele "também não tem medo de ser secundário em relação à música; uma lição que muitos outros levaram muito mais tempo para aprender". Neil Z. Yeung do AllMusic afirmou que "Harry's House é o que acontece quando Styles sai dos holofotes para viver sua vida. E apesar do fato de que não há nada tão imortal quanto "Watermelon Sugar" para ser encontrado, este álbum, como um todo , tem ossos sólidos e é resistente o suficiente para durar".

## Prêmios e indicações
| Ano  | Prêmio                          | Categoria                                | Resultado | Ref.   |
| ---- | ------------------------------- | ---------------------------------------- | --------- | ------ |
| 2022 | MTV Video Music Awards          | Álbum do Ano                             | Venceu    | [ 54 ] |
| 2022 | Mercury Prize                   | Álbum do Ano                             | Indicado  | [ 55 ] |
| 2022 | Danish Music Awards             | Álbum Internacional do Ano               | Indicado  | [ 56 ] |
| 2022 | LOS40 Music Awards              | Melhor Álbum Internacional               | Venceu    | [ 57 ] |
| 2022 | American Music Awards           | Álbum de Pop Favorito                    | Indicado  | [ 58 ] |
| 2022 | ARIA Music Awards               | Melhor Artista Internacional             | Venceu    | [ 59 ] |
| 2022 | People's Choice Awards          | Álbum de 2022                            | Indicado  | [ 60 ] |
| 2022 | Capricho Awards                 | Álbum do Ano                             | Indicado  | [ 61 ] |
| 2023 | Grammy Awards                   | Álbum do Ano                             | Venceu    | [ 29 ] |
| 2023 | Grammy Awards                   | Melhor Álbum Vocal de Pop                | Venceu    | [ 29 ] |
| 2023 | Grammy Awards                   | Melhor Engenharia de Álbum, Não Clássico | Venceu    | [ 29 ] |
| 2023 | Brit Awards                     | Álbum Britânico do Ano                   | Venceu    | [ 30 ] |
| 2023 | Nickelodeon Kids' Choice Awards | Álbum Favorito                           | Indicado  | [ 62 ] |
| 2023 | Juno Awards                     | Álbum Internacional do Ano               | Venceu    | [ 63 ] |
| 2023 | Žebřík Music Awards             | Melhor Álbum Internacional               | Venceu    | [ 64 ] |

## Lista de faixas
| Harry's House — Edição padrão |                                |                                                                                     |         |  |
| N.º                           | Título                         | Compositor(es)                                                                      | Duração |  |
| 1.                            | "Music for a Sushi Restaurant" | Harry Styles Thomas Hull Tyler Johnson Mitch Rowland                                | 3:14    |  |
| 2.                            | "Late Night Talking"           | Styles Hull                                                                         | 2:58    |  |
| 3.                            | "Grapejuice"                   | Styles Hull Johnson                                                                 | 3:12    |  |
| 4.                            | "As It Was"                    | Styles Hull Johnson                                                                 | 2:47    |  |
| 5.                            | "Daylight"                     | Styles Hull Johnson                                                                 | 2:45    |  |
| 6.                            | "Little Freak"                 | Styles Hull                                                                         | 3:23    |  |
| 7.                            | "Matilda"                      | Styles Hull Johnson Amy Allen                                                       | 4:05    |  |
| 8.                            | "Cinema"                       | Styles Samuel Witte                                                                 | 4:03    |  |
| 9.                            | "Daydreaming"                  | Styles Hull Johnson Quincy Jones Louis Johnson Alex Weir Tom Bahler Valerie Johnson | 3:07    |  |
| 10.                           | "Keep Driving"                 | Styles Hull Johnson Rowland                                                         | 2:19    |  |
| 11.                           | "Satellite"                    | Styles Hull Johnson                                                                 | 3:37    |  |
| 12.                           | "Boyfriends"                   | Styles Hull Johnson Tobias Jesso Jr.                                                | 3:12    |  |
| 13.                           | "Love of My Life"              | Styles Hull Johnson                                                                 | 3:11    |  |
| Duração total:                | Duração total:                 | Duração total:                                                                      | 41:48   |  |

## Desempenho comercial
Duas horas após o lançamento do álbum na Apple Music, Harry's House ganhou o maior número de streams no primeiro dia de um álbum pop lançado em 2022. No Reino Unido, o álbum estreou em primeiro lugar na UK Albums Chart com 113.000 unidades equivalentes a álbuns, tornando-se o segundo álbum número um de Styles e o álbum mais vendido de 2022 até agora.
Nos Estados Unidos, Harry's House estreou em primeiro lugar na parada Billboard 200 com 521.500 unidades, consistindo em 330.000 vendas puras e 189.000 unidades de streaming (dos 246,96 milhões de streams sob demanda das faixas do álbum). Tornou-se o terceiro álbum número um de Styles nos EUA, sua maior estreia no país e a maior semana de vendas de um álbum em 2022. Além disso, estabeleceu um recorde da era moderna para maior semana de vendas de vinil, vendendo 182.000 cópias, e marcou a maior semana para um álbum em vinil desde que o Luminate começou a rastrear as vendas de música em 1991. Harry's House continuou no topo da parada pela segunda semana consecutiva, com 160.500 unidades vendidas, tornando-se seu segundo álbum a passar várias semanas no topo das paradas após Fine Line de 2019 e o primeiro álbum a passar suas duas primeiras semanas no número um desde que 30 de Adele passou suas primeiras seis semanas no número um do final de 2021 até o início de 2022.
Além do topo das paradas "As It Was", outras três faixas chegaram ao top 10 da Billboard Hot 100 dos EUA: "Late Night Talking" (no número 4), "Music for a Sushi Restaurant" (no número 8) e " Matilda” (no número 9). Com quatro hits simultâneos no top 10 na parada, isso fez de Styles o primeiro artista solo britânico a alcançar esse feito, e entre todos os artistas britânicos ele se junta aos The Beatles, que alcançaram o feito em 1964.

### Paradas semanais
| Parada (2022)                          | Melhor posição |
| -------------------------------------- | -------------- |
| Alemanha (Offizielle Deutsche Charts)  | 1              |
| Argentina (CAPIF)                      | 1              |
| Austrália (ARIA)                       | 1              |
| Áustria (Ö3 Austria Top 40)            | 1              |
| Bélgica (Ultratop Flandres)            | 1              |
| Bélgica (Ultratop Valônia)             | 1              |
| Canadá (Billboard)                     | 1              |
| Dinamarca (Hitlisten)                  | 1              |
| Escócia (Official Scottish Albums)     | 1              |
| Eslováquia (ČNS IFPI)                  | 1              |
| Espanha (PROMUSICAE)                   | 1              |
| Estados Unidos (Billboard 200)         | 1              |
| Estados Unidos (Top Tastemaker Albums) | 1              |
| Finlândia (Suomen virallinen lista)    | 1              |
| França (SNEP)                          | 1              |
| Grécia (IFPI)                          | 1              |
| Hungria (MAHASZ)                       | 1              |
| Irlanda (Official Irish Albums)        | 1              |
| Itália (FIMI)                          | 1              |
| Japão (Billboard Japan Hot Albums)     | 43             |
| Japão (Oricon)                         | 35             |
| Lituânia (AGATA)                       | 1              |
| Noruega (VG-lista)                     | 1              |
| Nova Zelândia (RMNZ)                   | 1              |
| Países Baixos (Dutch Charts)           | 1              |
| Polónia (ZPAV)                         | 1              |
| Portugal (AFP)                         | 1              |
| Reino Unido (Official Albums Chart)    | 1              |
| República Tcheca (ČNS IFPI)            | 1              |
| Suécia (Sverigetopplistan)             | 1              |
| Suíça (Schweizer Hitparade)            | 1              |

## Certificações e vendas
| Região                                                        | Certificação | Vendas     |
| ------------------------------------------------------------- | ------------ | ---------- |
| Austrália (ARIA)                                              | Platina      | 70,000‡    |
| Áustria (IFPI Áustria)                                        | Ouro         | 7,500‡     |
| Dinamarca (IFPI Dinamarca)                                    | Ouro         | 10,000‡    |
| Espanha (PROMUSICAE)                                          | Ouro         | 20,000‡    |
| Estados Unidos (RIAA)                                         | Platina      | 1,000,000‡ |
| França (SNEP)                                                 | Ouro         | 50,000‡    |
| Itália (FIMI)                                                 | Platina      | 50,000‡    |
| Nova Zelândia (RMNZ)                                          | Platina      | 15,000‡    |
| Polônia (ZPAV)                                                | Ouro         | 10,000‡    |
| Reino Unido (BPI)                                             | Ouro         | 100,000‡   |
| ‡ vendas+valores de streaming baseados apenas na certificação |              |            |

## Histórico de lançamento
| Região | Data               | Formato(s)                                  | Gravadora(s)     | Ref.    |
| ------ | ------------------ | ------------------------------------------- | ---------------- | ------- |
| Várias | 20 de maio de 2022 | Cassete CD download digital streaming vinil | Columbia Erskine | [ 14 ]  |
| Japão  | 8 de junho de 2022 | CD                                          | Sony Music Japan | [ 112 ] |